# Ilketshall St Andrew
Ilketshall St Andrew eller St. Andrew, Ilketshall är en by och en civil parish i distriktet East Suffolk i Storbritannien. Den ligger i grevskapet Suffolk och riksdelen England, i den sydöstra delen av landet, 150 km nordost om huvudstaden London. Orten har 291 invånare (2011).